# Carsten Bjerregaard
Carsten Bjerregaard (* 12. August 1970) ist ein ehemaliger österreichischer Fußballspieler und heutiger -trainer mit dänischen Wurzeln.

## Herkunft
Carsten Bjerregaards Eltern waren Mitte der 1960er Jahre aus Aarhus ausgewandert und gingen nach Österreich. Vater Jørn „Johnny“ Bjerregaard hatte einen (Profi-)Vertrag bei Rapid Wien erhalten. Carsten Bjerregaard wurde 1970 in Österreich geboren. Nachdem der Vater 1975 beim SC Eisenstadt seine Karriere beendet hatte, war Carsten Bjerregaard kurze Zeit später samt Eltern in deren dänische Heimat gegangen. Ein paar Jahre später kam er mit seiner Familie nach Österreich zurück und ließ sich hier nieder.

## Spielerkarriere
Für Vienna FC und für Admira Wacker Mödling absolvierte Bjerregaard 40 Spiele in der Bundesliga. Danach spielte er unterklassig für den Stadtrivalen VfB Mödling, SV Stockerau, ASK Kottingbrunn, SV Schwechat und für den 1. SC Sollenau.
Anders als sein Vater Jørn spielte Carsten Bjerregaard für die Nationalmannschaften Österreichs. Allerdings reichte es nur zu Einsätzen für die Olympia-Nationalelf.

## Trainerkarriere
Von 2008 bis 2011 trainierte Bjerregaard den 1. SC Sollenau. Nachdem er sich knapp zehn Jahre lang aus dem Fußballbereich zurückgezogen hatte – seine Zeit bei Sollenau endete im Jänner 2011, sein letztes Spiel für den Klub hatte er am 12. November 2010 – feierte Bjerregaard im Oktober 2019 sein Comeback, als er als Trainer des ASK Eggendorf mit Spielbetrieb in der 2. Landesliga Ost vorgestellt wurde. Beruflich war Bjerregaard zu dieser Zeit bereits seit Jahren beim Flughafen Wien-Schwechat angestellt, wo er unter anderem als Lehrlingsausbilder und Leiter der Lehrwerkstatt fungierte.